# Lacul de acumulare Dubăsari
Lacul Dubăsari este unul dintre cele mai mari lacuri din Republica Moldova. El se află în centrul țării. Lacul este unul de acumulare creat artificial în anul 1954 de către autoritățile sovietice pe cursul de mijloc al fluviului Nistru, în scopurile obținerii energiei electrice prin hidrocentrala omonimă. Extremitatea sudică a lacului este orașul Dubăsari. Cuveta lacustră reprezintă o fostă vale largă din lunca râului Nistru. 

## Importanța
Lacul Dubăsari este un bazin acvatic important al estului Republicii Moldova. Folosirea lacului poate fi împărțită în trei grupe majore:
- piscicultură,
- industria energetică
- resursă recreațională.